# Darja Ramenskaja
Darja Ramenskaja (belarussisch Дар'я Раменская, russisch Дарья Роменская, * 10. März 1983 in Hrodna) ist eine ehemalige belarussische Wasserspringerin. Sie startete für den Verein BSKP Hrodna im Kunstspringen vom 1-m- und 3-m-Brett und im 3-m-Synchronspringen.
Ramenskaja bestritt in Barcelona im Jahr 2003 ihre erste und einzige Weltmeisterschaft, schied aber vom 3-m-Brett im Einzel- und Synchronwettbewerb jeweils nach dem Vorkampf aus. Zwei Jahre später errang sie in Budapest ihr bestes Resultat bei einer Europameisterschaft, vom 1-m-Brett erreichte sie das Halbfinale. Bei einem Wettkampf im Rahmen des FINA-Diving-Grand Prix im Jahr 2007 konnte sie mit einem vierten Platz vom 3-m-Brett überzeugen. Ramenskaja qualifizierte sich beim Weltcup 2008 in Peking vom 3-m-Brett überraschend für das Halbfinale und damit auch für die Olympischen Spiele, bei denen sie vom 3-m-Brett Rang 29 belegte und somit im Vorkampf Vorletzte wurde. Nach den Spielen beendete sie ihre aktive Karriere.